# (434620) 2005 VD

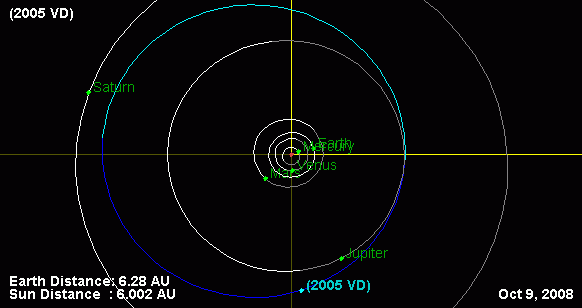
Quỹ đạo của 2005 VD.

(434620) 2005 VD, chỉ định tạm thời 2005 VD, là một centaur và damocloid trên quỹ đạo ngược từ bên ngoài Hệ Mặt trời, được biết đến là có quỹ đạo nghiêng thứ hai của bất kỳ vật thể Hệ Mặt trời nhỏ nào, thứ hai đến 2013 LA2. Đó là các đối tượng nghiêng cao nhất được biết đến từ năm 2005 đến năm 2013. Đối tượng không bình thường có đường kính khoảng 6 km (3,7 dặm).

## Miêu tả
Hành tinh nhỏ này được phát hiện vào ngày 1 tháng 11 năm 2005, bởi các nhà thiên văn học của Khảo sát Núi Lemmon tại Đài thiên văn Núi Lemmon gần Tucson, Arizona. Hình ảnh khám phá đã được tìm thấy bởi Khảo sát bầu trời kỹ thuật số Sloan (SDSS) từ tháng 9 năm 2005 và tháng 12 năm 2001.

### Phân loại
VD năm 2005 có trục bán chính lớn hơn Sao Mộc và gần như vượt qua quỹ đạo của Sao Mộc khi gần perihelion. JPL liệt kê nó như một nhân mã hiện tại. [2] Cả Khảo sát chiết trung sâu (DES), và Trung tâm hành tinh nhỏ (MPC) đã liệt kê nó là một centaur (qmin = ~ 5AU) ở các kỷ nguyên khác nhau. DES và MPC sẽ liệt kê lại như một centaur vào năm 2032. Đài thiên văn Lowell cũng có nó được liệt kê như một vật thể damocloid. 2005 VD thỉnh thoảng tiếp cận gần với Sao Mộc, chỉ đến 0,0817 AU từ Sao Mộc vào năm 1903, 0,0444 AU vào năm 2057 và 0,077 AU vào năm 2093. Tuy nhiên, cách tiếp cận gần nhất sẽ được thực hiện trong thập kỷ tới sẽ chỉ là 0,3089 AU vào ngày 17 tháng 12 năm 2022.